# ELTE Trefort Ágoston Gyakorlóiskola
Az ELTE Trefort Ágoston Gyakorlóiskola (röviden: Trefort) gimnázium Budapest VIII. kerületében, a Trefort utcában. Az Eötvös Loránd Tudományegyetem egyik gyakorlóiskolája, melyet Magyarország elit középiskolái között tartanak számon.
Az intézmény Trefort Ágoston nevét csak 1991-ben vette fel, de nem hivatalosan már előtte is Trefortnak vagy Trefort utcai gimnáziumnak hívták, leszámítva az 1957–91 közötti időszakot, amikor hivatalosan Ságvárinak nevezték.

## Története
Az iskola Kármán Mór elgondolásai alapján 1872. október 7-én azzal a céllal kezdte meg működését, hogy kifejezetten a leendő középiskolai tanárok felkészítésének legyen színtere, ugyanakkor magas színvonalú oktatást nyújtson a diákoknak. Az első igazgató Bartal Antal, míg a pedagógiai vezető maga Kármán Mór lett.
A „Mintaiskola” a Hatvani (ma Kossuth Lajos) utca 1. szám alatti épületben kezdte meg működését, két helyiséggel. Innen két évvel később, 1874-ben a Hal tér (a mai Március 15-e tér) délnyugati szegletében lévő bérházába költöztek, majd 1875-ben az Egyetemi Könyvtár Reáltanoda utcai szárnyába mentek tovább, mígnem 1887 októberében elkészült a mai Trefort és Szentkirályi utca sarkán a számukra emelt épület, amelybe még abban az évben átköltöztek.
Mivel Trefort Ágoston még élt, mikor az iskola létrejött, sőt, hivatalban lévő oktatási miniszterként az épület átadási ünnepségén is jelen volt 1887-ben (1888-ban hunyt el), az intézményt egyszerűen az egyetem gyakorlóiskolájának nevezték (Magyar Királyi Tanárképző Intézet Gyakorló Főgymnasiuma), illetve – nem hivatalosan – Minta vagy Mintagimnázium névvel illették. Trefort halála után a „névtelen” iskola melletti utcát az ő emlékére nevezték át, s ennek nyomán a középiskolára is Trefort utcai gimnázium, majd egyszerűen Trefort néven kezdtek hivatkozni. 1957-ben központi utasításra Ságvári Endre nevét kellett fölvennie a gimnáziumnak, majd a rendszerváltás után, 1991-ben hivatalosan is megkapta Trefort Ágoston nevét.

## Iskolaszerkezet
Az iskola fenntartója az Eötvös Loránd Tudományegyetem (ELTE), így természetszerűleg oktatási téren szoros kapcsolat van a két intézmény között. Az ELTE tanárképzős hallgatói az iskolában végzik gyakorlatukat; a Trefortban félévente 100–130 tanárjelölt fordul meg, akikre vezető tanárok felügyelnek. Egy-egy gimnáziumi osztály az egyetemi szemeszter alatt 3–6 „kistanárral” találkozik, akiknek gyakorlati ideje pár héttől 3 hónapig is tarthat. Ez a módszer fejleszti a diákok alkalmazkodóképességét és érdekesebbé teszi a tanulást.
Az igazgatót az ELTE rektora nevezi ki (többnyire 5 évre). Az iskolában tanító tanárok többsége szoros kapcsolatban van az egyetemen folyó kutatási munkával, pl. a szaktárgy módszertanának oktatása területén.
A Trefort testvérintézménye az ELTE Apáczai Csere János Gyakorló Gimnázium és Kollégium, valamint az ELTE Radnóti Miklós Gyakorlóiskola, melyek szintén az ELTE fennhatósága alatt, hasonló felépítésben működnek. A Trefort azonban – a két másik gyakorlóiskolától eltérően – csak hatévfolyamos gimnáziumi osztályokat indít, évente három párhuzamos osztályt, osztályonként átlagosan 32 fővel. Összesen nagyjából 100 diák kezdi így minden évben a 7. tanévet a Trefort utcában. Négy- és nyolcosztályos képzés nincs. Az esetlegesen megüresedő helyekre olykor más középiskolákból is átvesznek tanulókat. Az iskola összlétszáma 600 diák körül van, míg a tantestület mintegy 70 emberből áll. A három osztály hasonló tanterv szerint halad, kisebb eltérésekkel, melyek általában a nyelvoktatás területén mutatkoznak, illetve előfordul, hogy ugyanazokat az órákat nem ugyanabban a félévben tanulja a három osztály.

### Az intézményben oktatott nyelvek
- angol
- német
- francia
- spanyol
- kínai

### Modulok
Minden évben 4 évfolyamon indulnak modulok, melyek nem teljes tantárgyak, hanem csupán bemutatnak egy-egy szakterületet, évi 18 órában. Ezek a modulok a következők: dráma (7. osztály), egészségtan (8. osztály), mozgókép és médiaismeret (10. osztály), pszichológia (11. osztály). A modulok a tanév során elosztva (akár hétvégén is), vagy pedig tömbösítve kerülnek oktatásra. A májusi érettségi vizsgák alatt az alsóbb osztályok moduloktatásban vesznek részt. A tantárgynak számító modulok értékelése bekerül a bizonyítványba.

### Felkészítés az érettségire és a felsőfokú tanulmányokra
Az iskola nagy hangsúlyt fektet gyakorlóiskolai mivoltára, aminek fő célja a tanulók felkészítése az egyetemre. Természetesen a pedagógiai programban szereplő összes tantárgyból megvan a lehetőség és az erőforrás a tanulók közép- vagy emelt szintű érettségi vizsgára való felkészítésre. A felkészítés az alapóráktól független fakultációs órák formájában zajlik, mely pluszórákat a diákok maguk választják. A fakultációs órára járó diákoknak az alapórái is mások, mint az adott tantárgyat nem választó tanulóké, annak érdekében, hogy még hatékonyabb lehessen az érettségire való felkészülés.

### Az intézményben található szakkörök
- biológia
- kémia
- magyar
- matematika
- német
- történelem
- informatika

## A jelenlegi épület
A Bobula János tervezte jelenlegi iskolát 1886-ban kezdték építeni, az oktatási minisztérium megrendelésére, kifejezetten az ELTE gyakorlógimnáziuma számára. Átadására 1887. október 2-án került sor. A II. világháború után az intézménnyel együtt államosították, a rendszerváltást követően pedig visszakerült az ELTE-hez.

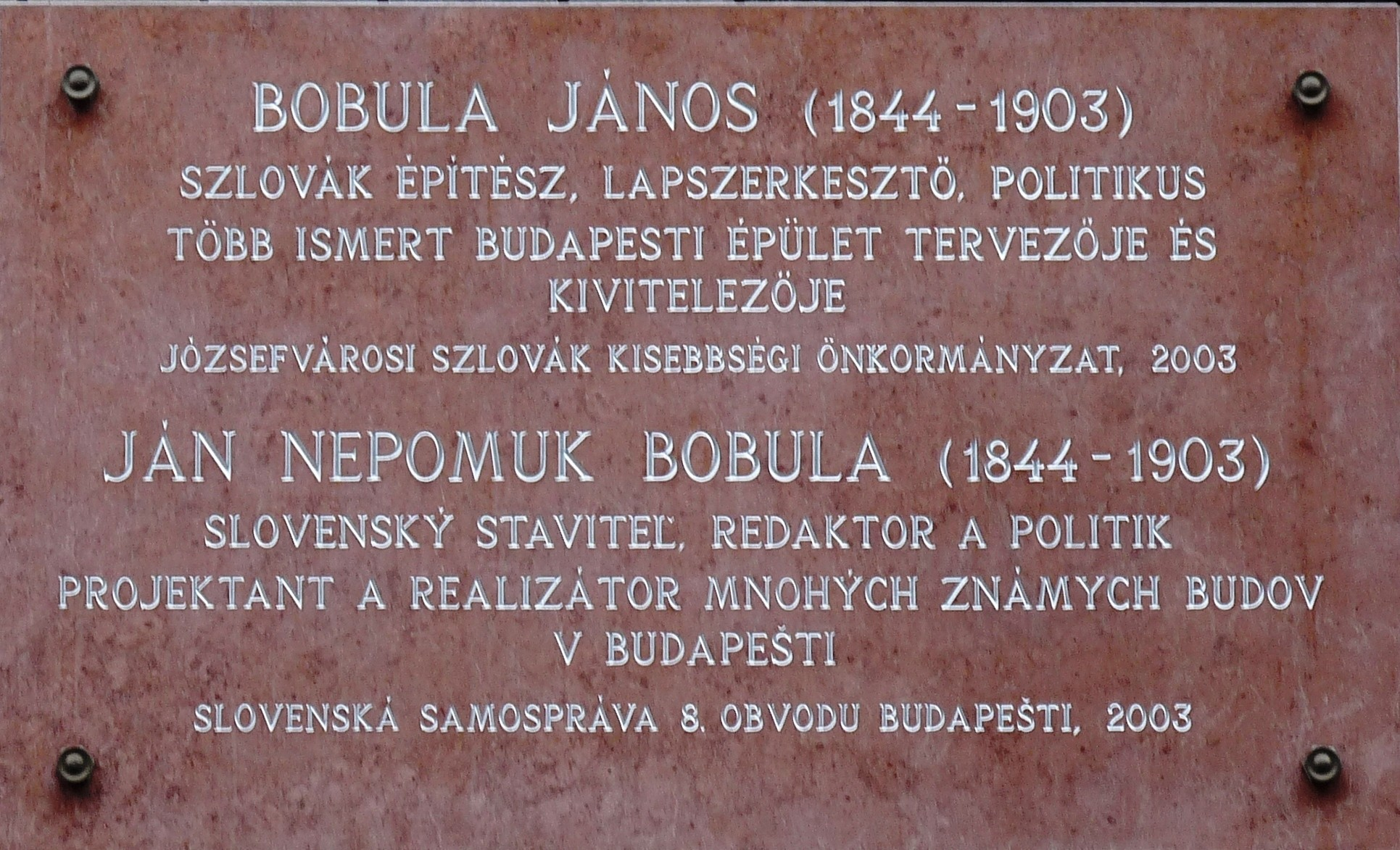
Az iskolaépület tervezője, Bobula János emléktáblája az épület falán

## Rangsor
|     | 2020 | 2021 | 2022 | 2023 | 2024 |
| --- | ---- | ---- | ---- | ---- | ---- |
| HVG | 5    | 4    | 4    | 5    | 5    |

## Testvériskolák
- Benedikt-Stattler-Gymnasium (Németország)
- Carl Orff Gymnasium (Németország)[11]

## Híres tanulók
A gimnázium honlapja felsorolta egy sor híressé lett diákját.
- ifj. Bartók Béla geodéta mérnök, a Magyarországi Unitárius Egyház főgondnoka, a híres zeneszerző fia
- Benczúr Gyula orvos, reumatológus
- Heim Pál orvosprofesszor
- Ignotus Pál publicista, író, szerkesztő
- Kármán Tódor, a szuperszonikus légi közlekedés atyja
- Kemény Endre hegedűművész, karmester
- Lax Péter Wolf- és Abel-díjas matematikus
- Nguyen Thanh Hien énekesnő
- Palotás Petra tévés személyiség
- Pardavi Márta, jogász, emberi jogi aktivista
- Polányi Mihály tudós, polihisztor
- Polonyi Péter sinológus
- Ságvári Endre antifasiszta ellenálló
- Szentgyörgyi Bálint rendező, forgatókönyvíró, producer[13]
- Szilágyi Csenge színésznő[14]
- Teller Ede atomfizikus
- Varga Veronika, színésznő[15]